# 権藤芳一
権藤 芳一（ごんどう よしかず、1930年12月18日- 2018年3月30日）は、日本の古典芸能評論家。

## 人物
京都生まれ。同志社大学文学部卒業。京都観世会事務所に30年勤務しながら関西の舞台を見続け、能、歌舞伎、現代演劇評論を書く。大阪学院大学国際学部教授、2001年に定年退任。日本演劇学会関西支部長（最後の関西支部長）も務める。

## 著書
- 『近代歌舞伎劇評家論』演劇出版社　1959(増補版　2006)
- 『能に生きる歴史群像』淡交社　淡交選書　1972
- 『誰にでもわかる能のみかた』東洋文化社　1975
- 『能楽手帖』駸々堂出版　1980　のち能楽書林
- 『文楽の世界』講談社　1985
- 『上方歌舞伎の風景』和泉書院　上方文庫 2005
- 『戦後関西能楽誌』和泉書院　上方文庫 2009
- 『能舞台の主人公たち 鑑賞の手引き』淡交社　2009
- 『権藤芳一上方芸能を語る 能楽・文楽・歌舞伎、そして武智鉄二』立命館大学アート・リサーチセンター上方芸能研究会 2011
- 『平成関西能楽情報』和泉書院・上方文庫、2013

## 共著・編著
- 『世阿弥を歩く』白洲正子共著　1978　駸々堂ユニコンカラー双書
- 二代竹田出雲,三好松洛,並木千柳『双蝶々曲輪日記』白水社　2003　歌舞伎オン・ステージ

## 参考
- 能舞台の主人公たち―鑑賞の手引き （新版） - 紀伊国屋書店BookWeb